# Robert William Thomson
Robert William Thomson (Stonehaven, 1822 – Edimburgo, 8 marzo 1873) è stato un inventore scozzese, a cui si deve l'invenzione dello pneumatico.

## Biografia
Robert William Thomson, del Kincardineshire, fu l'undicesimo figlio di un fabbricante di lana. La famiglia voleva studi religiosi per lui, ma rifiutò. Una delle motivazioni fu lo studio del latino. Lasciò la scuola a 14 anni e si trasferì da uno zio a Charleston; fu apprendista da un mercante.
Due anni dopo ritornò a casa e studiò chimica, elettricità e astronomia con l'aiuto di un tessitore erudito. Il padre di Robert gli diede un'officina, ridisegnò all'età di 17 anni il mangano (tessile) della madre, costruì una sega a nastro e completò un motore rotativo ellissoidale a vapore. Fece un apprendistato a Aberdeen e Dundee prima di essere assunto da un'azienda di ingegneria civile a Glasgow. Successivamente lavorò a Edimburgo dove inventò un metodo per far detonare le cariche esplosive da cava con l'elettricità.
Thomson lavorò vicino a Dover per la South Eastern Railway.
Presto creò il suo studio di consulenza del settore e collaborò con la Eastern Counties Railway.
A 23 anni brevettò lo pneumatico, in Francia nel 1846 e negli Stati Uniti nel 1847.
La aerial wheel fu presentata a Londra al Regent's Park nel marzo del 1847 e montata sulle carrozze; fece 1 200 miglia prima della rottura delle ruote.
Il brevetto includeva l'idea della metropolitana su gomma.
Per anni tentò di far funzionare le gomme con uno spessore fine, e si rassegnò a usare ruote in gomma piena. Solo 43 anni dopo John Boyd Dunlop riuscì a far funzionare il sistema sulle biciclette.
All'Esposizione universale di Londra, Thomson presentò la self-filling fountain pen e una sedia a rotelle con ruote su gomma. Ritornò in Scozia nel 1862.
Nel 1867 brevettò delle ruote in gomma piena, montate su una road steamer, triciclo costruito a Leith. Le ruote erano spesse 125 mm (5"), corrugate internamente per aderire alla ruota-cerchio.
Thomson morì a 50 anni a Moray Place, Edimburgo.

### Vita privata
Thomson sposò Clara Hertz a Java, dalla quale ebbe quattro figli.

## Brevetti e invenzioni
- Pneumatico[2]

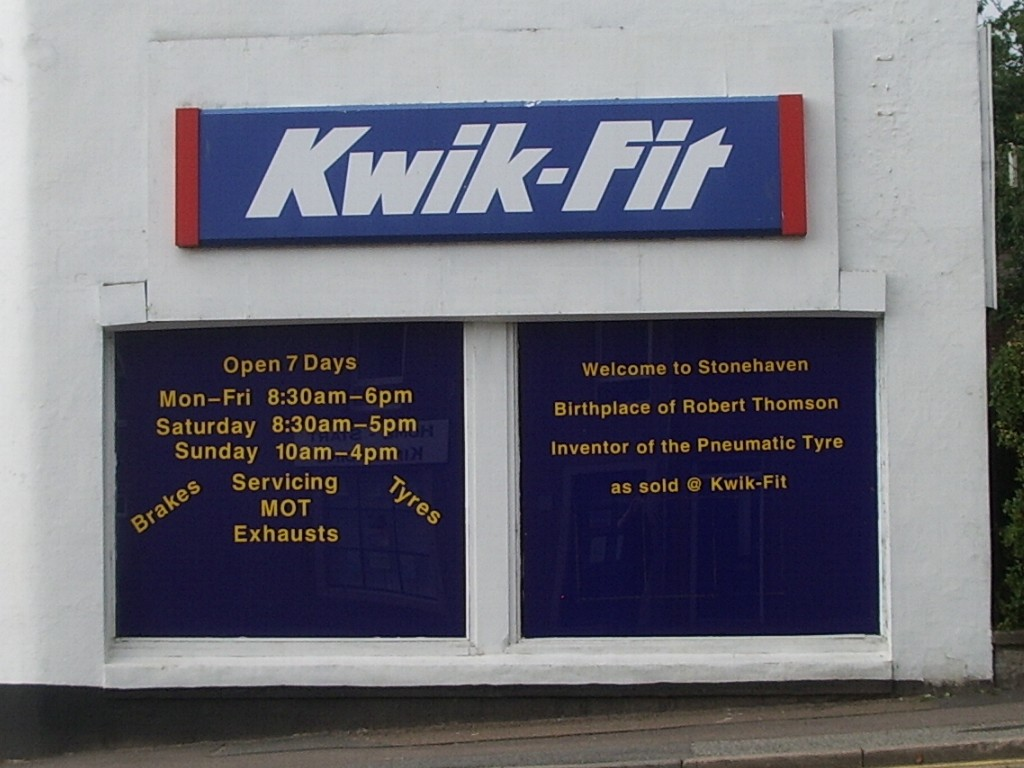
Tributo a Thomson nel paese natale, Stonehaven

- Strumenti per la scrittura (self-filling pen)
- Miglioramenti nell'ottenimento e applicazione di una potenza motrice
- Divisione di sostanze dure come la roccia e il carbone
- Caldaie
- Cilindri a vapore
- Bus a vapore
- Vapore per la coltivazione
- Ruote elastiche
- Macchine a vapore per veicoli
- Tram a vapore
- Cinture elastiche, sedili e assimilabili
- Il mangano
- Sega a nastro
- Motore rotativo ellissoidale
- Detonatore elettrico
- Macchine per la raffinazione dello zucchero
- Martinetto a vapore portatile
- Bacino di carenaggio idraulico